# Морган, Фредерик
Сэр Фредерик Эджуорт Морган (англ. Sir Frederick Edgeworth Morgan) (5 февраля 1894 года, Паддлок-Вуд, Кент — 19 марта 1967 года, Лондон) — британский военачальник, генерал-лейтенант британской армии, участник Первой и Второй мировых войн. Наибольшую известность приобрёл в качестве основного разработчика плана операции «Оверлорд», будучи на должности начальника штаба Верховного командования союзных экспедиционных сил (англ. COSSAC).

## Биография
Выпускник Королевской военной академии в Вулвиче, Морган получил воинское звание лейтенанта королевской полевой артиллерии в 1913 году. Во время Первой мировой войны участвовал в боевых действиях на Западном фронте, на передовой в подразделениях артиллерии, а также в штабе. После войны два срока проходил службу в Индии в составе частей британской армии.
В 1939 году Морган получил воинское звание бригадира и принял под своё командование 1-ю группу поддержки 1-й бронетанковой дивизии, которая участвовал в боях во Франции. В мае 1942 года он принял командование над I-м британским корпусом и получил звание генерал-лейтенанта. В марте 1943 года его назначили на должность начальника штаба Верховного командования союзных экспедиционных сил (COSSAC) и возложили задачи разработки плана операции по вторжению в Европу. Когда генерал Дуайт Эйзенхауэр принял на себя полномочия Верховного Главнокомандующего союзных войск в Европе, Морган был назначен на должность заместителя начальника штаба Верховного командования союзных экспедиционных сил (SHAEF), который возглавлял генерал-лейтенант Уолтер Беделл Смит.
После окончания Второй мировой войны генерал Морган проходил службу в должности начальника управления операций Администрации Объединённых Наций для помощи и восстановления в Германии, пока не был уволен с этой должности, потому что постоянно подвергал резкой обвинительной критике беженцев из числа еврейского населения. В 1951 году Моргана назначают контролёром британской атомной энергетики; в этой должности в 1952 году он присутствовал во время испытаний первой британской атомной бомбы (операция «Ураган»), которое проводилось на островах Монтебелло у побережья Западной Австралии. Вскоре его должность была сокращена в 1954 году, был создан Департамент атомной энергии Великобритании, Морган остался при нём в качестве контролёра ядерного оружия до 1956 года.